# Base militar aérea El Aguacate
La base militar El Aguacate fue instalada en la frontera de la república de Honduras con Nicaragua, durante la administración del Presidente Doctor Roberto Suazo Cordova. Las gestiones fueron del representante diplomático John Dimitri Negroponte, quien fue embajador de los Estados Unidos de América en el país centroamericano durante los años 1980 a1985.

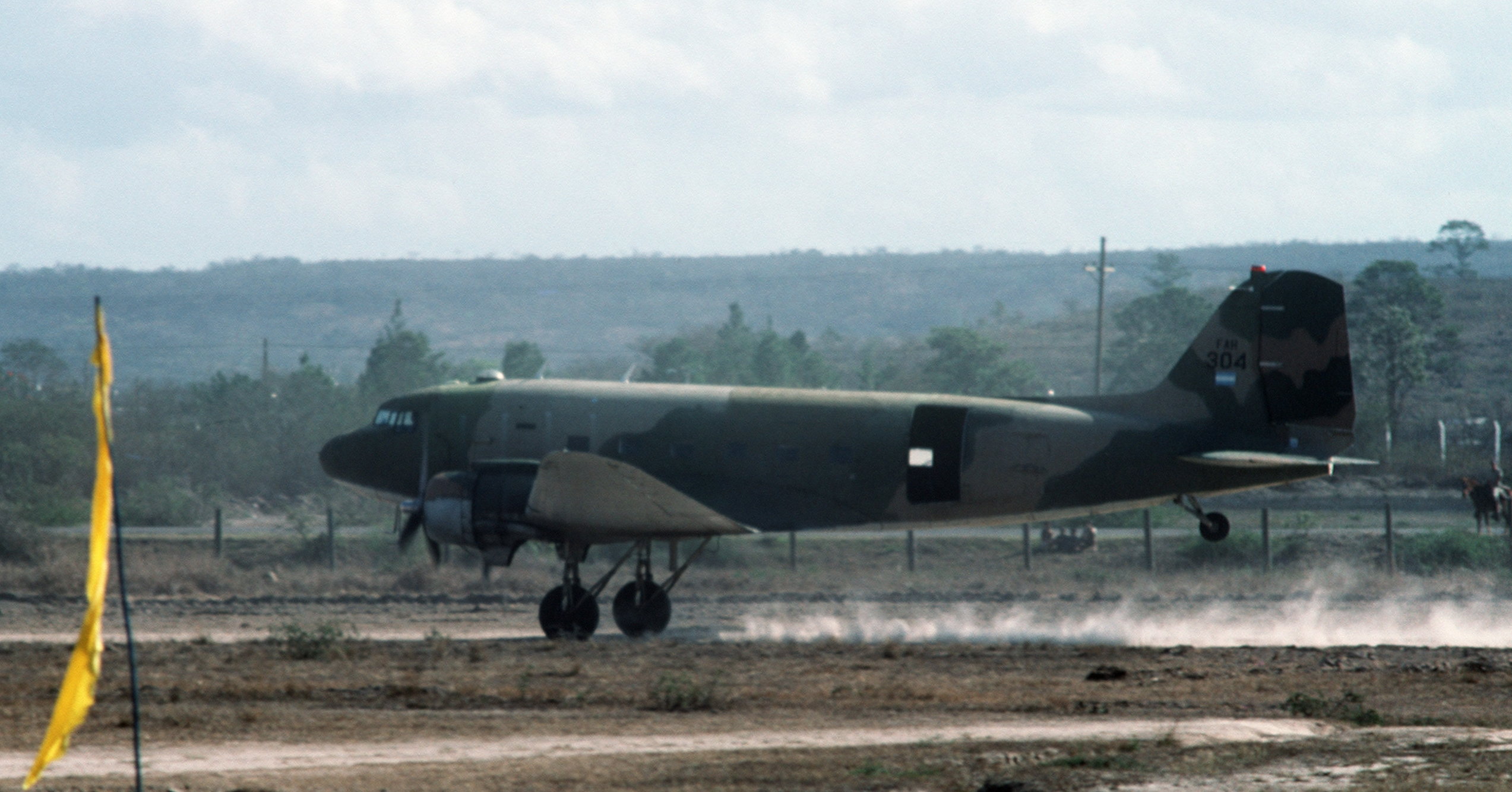
Avión de transporte C-47A aterrizando en una base aérea en Honduras, en la década de 1980.

En dicha base se entrenaban las fuerzas paramilitares Contras, quienes sostenían una guerra para derrocar al gobierno de Nicaragua, entonces encabezado por el Frente Sandinista. Además, la base adquirió cierta fama al ser centro de tortura de los agentes de la CIA y del Batallón 3-16, equipada y resguardada por los Marines y el contraespionaje estadounidense.
En el año 2001 una excavación descubrió alrededor de más de cien cadáveres, quizás de rehenes que habían perdido la vida durante la existencia de esta base de "Liberación y Muerte" contraria a los acuerdos sobre violaciones de derechos humanos, existentes en países democráticos, hechos que ha sido objeto de inspiración para escritores que han plasmado en sus novelas parte de lo ocurrido.